# Campionato asiatico e oceaniano maschile di pallavolo 1993
Il VII campionato asiatico e oceaniano maschile di pallavolo si è svolto dall'11 al 19 settembre 1993 a Nakhon Ratchasima, in Thailandia. Al torneo hanno partecipato 16 squadre nazionali asiatiche ed oceaniane e la vittoria finale è andata per la seconda volta alla Corea del Sud.

## Gironi
Dopo la prima fase, le prime due classificate del girone A e C hanno acceduto al girone E, mentre le prime due classificate del girone B e D hanno acceduto al girone F, conservando il risultato dello scontro diretto; analogamente la terza classifica del girone A e la terza e la quarta classificata del girone C hanno acceduto al girone G, mentre la terza e la quarta classificata del girone B e D hanno acceduto al girone H, conservando il risultato dello scontro diretto; l'ultima classificata del girone D ha acceduto direttamente alla finale per il quindicesimo posto. Al termine della seconda fase, le prime due classificate dei gironi E e F hanno acceduto alle semifinali per il primo posto, le ultime due classificate dei gironi E e F hanno acceduto alle semifinali per il quinto posto; le prime due classificate del girone G hanno acceduto alla finale per il nono posto, le prime due classificate del girone H hanno acceduto alla finale per l'undicesimo posto, l'ultima classificata del girone G e la terza classificata del girone H hanno acceduto alla finale per il tredicesimo posto, l'ultima classificata del girone H ha acceduto alla finale per il quindicesimo posto.
| Girone A                   | Girone B                              | Girone C                                     | Girone D                                  |
| -------------------------- | ------------------------------------- | -------------------------------------------- | ----------------------------------------- |
| Kuwait Pakistan Thailandia | Giappone Iran Nuova Zelanda Sri Lanka | Corea del Sud India Kazakistan Taipei cinese | Australia Bangladesh Cina Filippine Qatar |

## Fase finale

### Finali 1º e 3º posto
|  | Semifinali    | Semifinali    | Semifinali |            |               | Finale 1º/2º posto | Finale 1º/2º posto | Finale 1º/2º posto |  |
|  |               |               |            |            |               |                    |                    |                    |  |
|  | Corea del Sud | Corea del Sud | 3          |            |               |                    |                    |                    |  |
|  | Corea del Sud | Corea del Sud | 3          |            |               |                    |                    |                    |  |
|  | Giappone      | Giappone      | 1          |            |               |                    |                    |                    |  |
|  | Giappone      | Giappone      | 1          |            | Corea del Sud | Corea del Sud      | 3                  |                    |  |
|  |               |               |            |            | Corea del Sud | Corea del Sud      | 3                  |                    |  |
|  |               |               | Kazakistan | Kazakistan | 0             |                    |                    |                    |  |
|  | Kazakistan    | Kazakistan    | Kazakistan | Kazakistan | 0             | 3                  |                    |                    |  |
|  | Kazakistan    | Kazakistan    |            |            |               | 3                  |                    |                    |  |
|  | Cina          | Cina          | 1          |            |               | Finale 3º/4º posto | Finale 3º/4º posto | Finale 3º/4º posto |  |
|  | Cina          | Cina          | 1          |            |               |                    |                    |                    |  |
|  |               |               |            |            |               |                    |                    |                    |  |
|  |               |               |            |            |               | Giappone           | Giappone           | 3                  |  |
|  |               |               |            |            |               | Giappone           | Giappone           | 3                  |  |
|  |               |               |            |            |               | Cina               | Cina               | 2                  |  |

### Finali 5º e 7º posto
|  | Semifinali | Semifinali | Semifinali |           |      | Finale 1º/2º posto | Finale 1º/2º posto | Finale 1º/2º posto |  |
|  |            |            |            |           |      |                    |                    |                    |  |
|  | Iran       | Iran       | 3          |           |      |                    |                    |                    |  |
|  | Iran       | Iran       | 3          |           |      |                    |                    |                    |  |
|  | Thailandia | Thailandia | ?          |           |      |                    |                    |                    |  |
|  | Thailandia | Thailandia | ?          |           | Iran | Iran               | 3                  |                    |  |
|  |            |            |            |           | Iran | Iran               | 3                  |                    |  |
|  |            |            | Australia  | Australia | 0    |                    |                    |                    |  |
|  | Australia  | Australia  | Australia  | Australia | 0    | 3                  |                    |                    |  |
|  | Australia  | Australia  |            |           |      | 3                  |                    |                    |  |
|  | Pakistan   | Pakistan   | 0          |           |      | Finale 3º/4º posto | Finale 3º/4º posto | Finale 3º/4º posto |  |
|  | Pakistan   | Pakistan   | 0          |           |      |                    |                    |                    |  |
|  |            |            |            |           |      |                    |                    |                    |  |
|  |            |            |            |           |      | Thailandia         | Thailandia         | 3                  |  |
|  |            |            |            |           |      | Thailandia         | Thailandia         | 3                  |  |
|  |            |            |            |           |      | Pakistan           | Pakistan           | ?                  |  |

## Classifica finale
| Classifica | Squadre       | Qualificazione           |
| ---------- | ------------- | ------------------------ |
|            | Corea del Sud | Campionato mondiale 1994 |
|            | Kazakistan    |                          |
|            | Giappone      |                          |
| 4          | Cina          |                          |
| 5          | Iran          |                          |
| 6          | Australia     |                          |
| 7          | Thailandia    |                          |
| 8          | Pakistan      |                          |
| 9          | India         |                          |
| 10         | Taipei cinese |                          |
| 11         | Nuova Zelanda |                          |
| 12         | Qatar         |                          |
| 13         | Sri Lanka     |                          |
| 14         | Kuwait        |                          |
| 15         | Filippine     |                          |
| 16         | Bangladesh    |                          |